# 福井県道187号寺朝日線
福井県道187号寺朝日線（ふくいけんどう187ごう てらあさひせん）は福井県丹生郡越前町内の国道と県道を結ぶ一般県道。

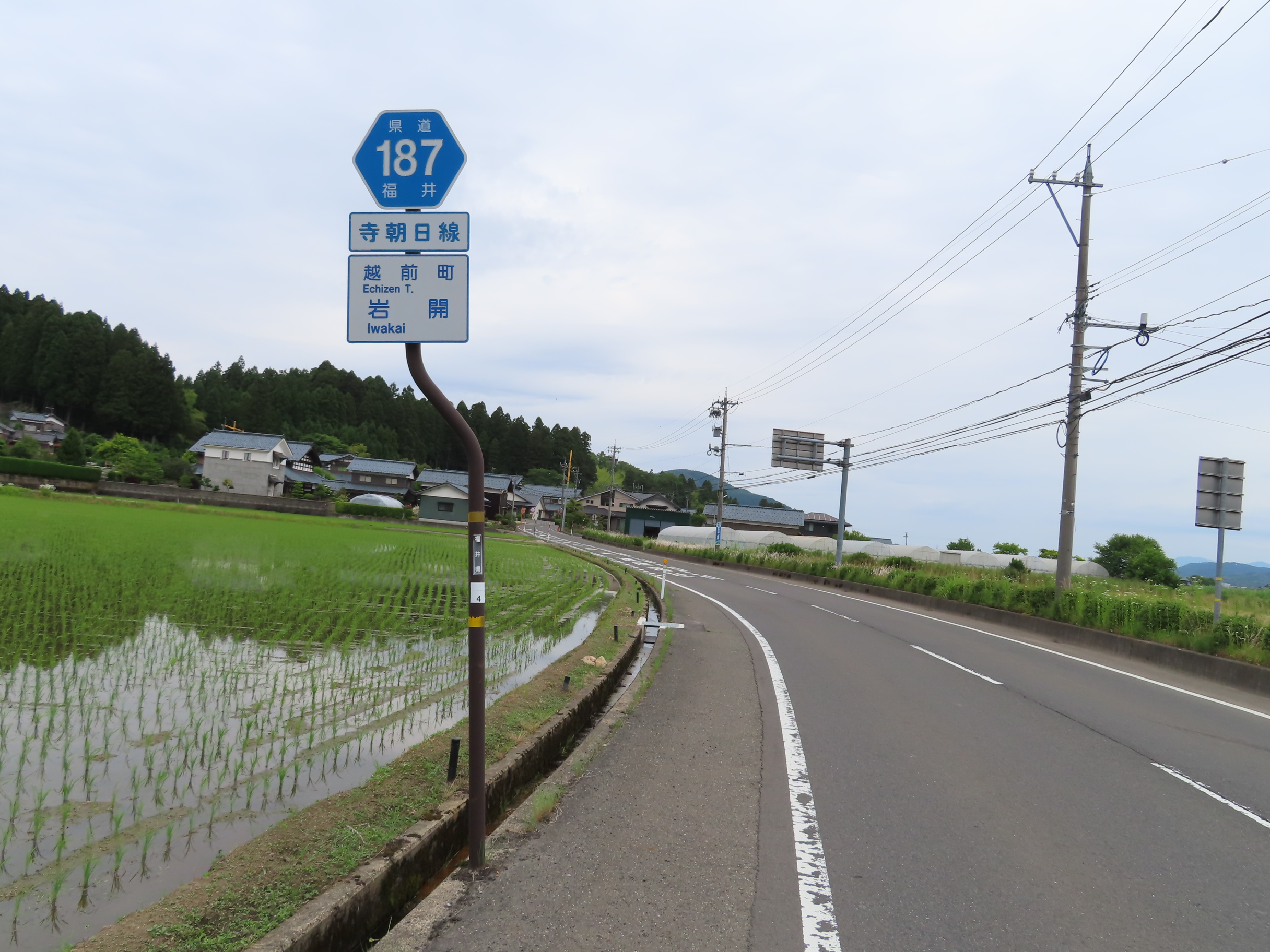
越前町岩開（2023年5月）

## 路線概況
国道417号と2本の一般県道を結ぶ役割を担う県道である。過去には合併した旧宮崎村と旧朝日町を結ぶ役割を担っていた路線である。上記の2本の県道は共に越前町と鯖江市、越前市を結ぶ役割を担う県道なので、間接的にこの二市と越前町の旧朝日町域を結ぶ役割も担っているといえるだろう。嶺北西部を網の目状に走る県道の一本でこの地域の交通を包括的に担う県道の一本である。

### 路線データ
- 起点：福井県丹生郡越前町寺
- 終点：同町朝日

## 道路状況
全線片側1車線の確保された走りやすい県道らしい県道である。越前町内の南北への移動を引き受ける幹線ともいえる道路である。長距離ドライバーも間々利用するが、主な利用者はこの地域の住民といえるだろう。沿線は商店街とまではいかないが、少なからず商店も立ち並んでおりこの地域の生活を大いに支えている道路といえる道である。利用は多くもなく少なくもないので、渋滞が起きることも少ない大変計算できる道路である。

## 接続路線
- 国道417号（終点）
- 福井県道104号鯖江織田線（起点）
- 福井県道184号別所朝日線（終点）
- 福井県道189号青野鯖江線
- 福井県道212号寺武生線（起点）

## 沿線周辺
- 越前町立福井総合植物園プラントピア朝日